# Bois-Jérôme-Saint-Ouen

Bois-Jérôme-Saint-Ouen este o comună în departamentul Eure, Franța. În 1 ianuarie 2022 avea o populație de 744 de locuitori.